# Brenac
Brenac est une ancienne commune française, située dans le département de l'Aude en région Occitanie. 
Ses habitants sont appelés les Brenacois.
Le 1er janvier 2016, Brenac fusionne avec Quillan pour former une commune nouvelle qui prend le nom de Quillan.

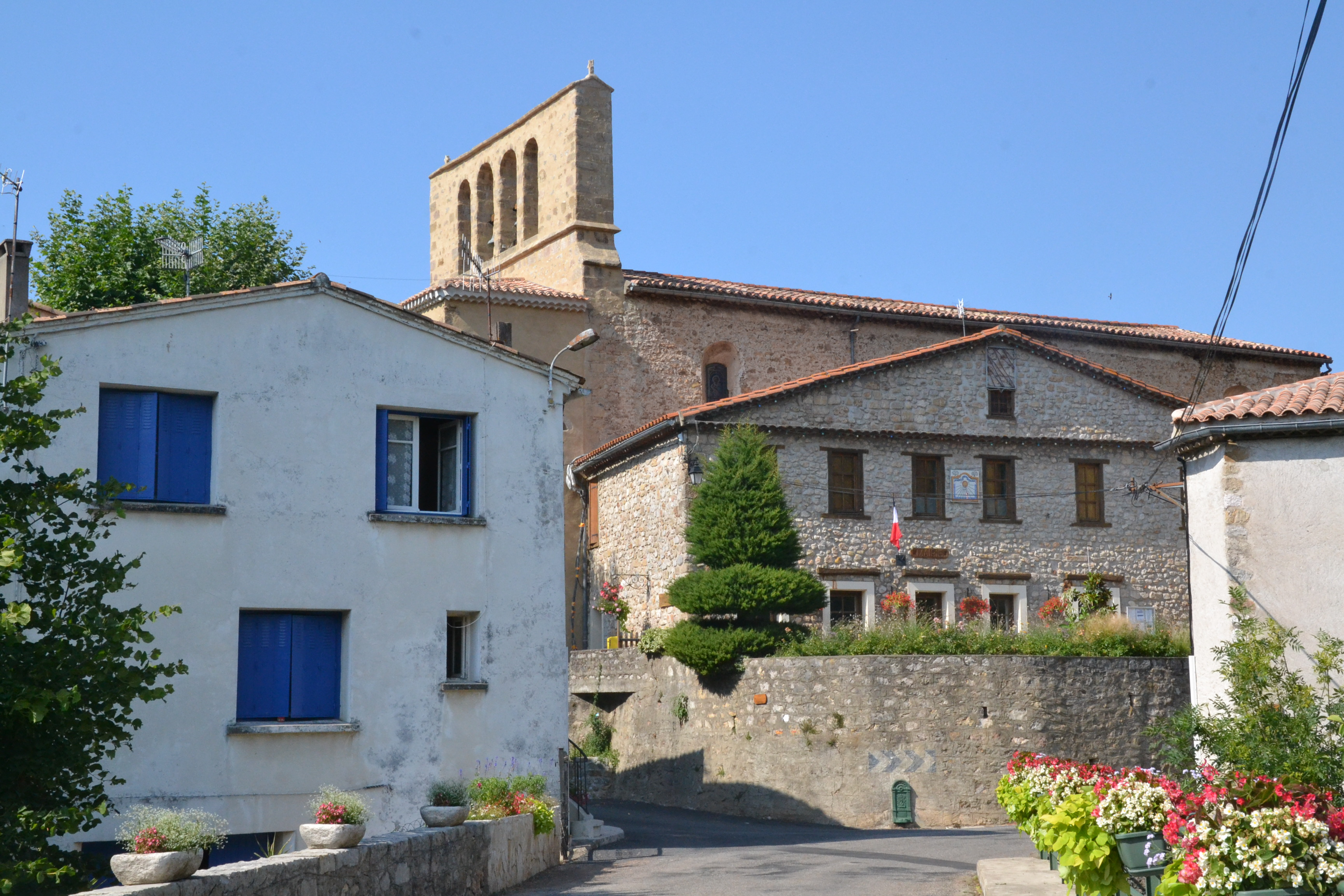
Le centre-bourg

## Géographie

### Communes limitrophes
| Puivert | Rouvenac |         |
| Nébias  | Brenac   | Fa      |
| Coudons |          | Quillan |

## Histoire
À l'époque carolingienne, la val de Brenac est une circonscription du comté de Razès qui inclut la Serre de Brenac et la plateau de Sainte-Quirgue où ont été retrouvés des vestiges d'occupation wisigothe. En 994 le comte de Razès, Odo et sa femme Altrude, font une donation de terres situées à Brenac à l'abbaye de Saint-Martin-Lys en vicomté de Fenouillèdes. D'autres terres appartiennent à l'abbaye Saint-Jacques de Joucou depuis le XIe siècle. 
En 1195 sont attestés les chevaliers Aimeric et Bernat de Brenac et en 1252 le chevalier Bernat de Brenac. 
En 1253 le monastère de Joucou transfère toutes ses terres de Brenac à l'archevêque de Narbonne, Guillaume de la Broue. 
La commune a fusionné avec Quillan le 1er janvier 2016.

## Politique et administration
| Période                                  | Période          | Identité           | Étiquette | Qualité |
| ---------------------------------------- | ---------------- | ------------------ | --------- | ------- |
|                                          | 1807             | Augustin Delmas    |           |         |
| 1807                                     | 1809             | Guillaume Rivière  |           |         |
| 1809                                     | 1810             | Thomas Mateille    |           |         |
| 1811                                     | 1815             | Guillaume Rivière  |           |         |
| 1815                                     | 1821             | Augustin Delmas    |           |         |
| 1821                                     | 1825             | Michel Grastilleur |           |         |
| 1825                                     | 1828             | Augustin Delmas    |           |         |
| 1828                                     |                  | Jean Mateille      |           |         |
| mars 2001                                | 2008             | Jean-Claude Baer   |           |         |
| mars 2008                                | 31 décembre 2015 | Janine Castel      | UMP       |         |
| Les données manquantes sont à compléter. |                  |                    |           |         |

## Démographie
L'évolution du nombre d'habitants est connue à travers les recensements de la population effectués dans la commune depuis 1793. À partir du 1er janvier 2009, les populations légales des communes sont publiées annuellement dans le cadre d'un recensement qui repose désormais sur une collecte d'information annuelle, concernant successivement tous les territoires communaux au cours d'une période de cinq ans. 
Pour les communes de moins de 10 000 habitants, une enquête de recensement portant sur toute la population est réalisée tous les cinq ans, les populations légales des années intermédiaires étant quant à elles estimées par interpolation ou extrapolation. Pour la commune, le premier recensement exhaustif entrant dans le cadre du nouveau dispositif a été réalisé en 2006,.
En 2013, la commune comptait 214 habitants, en évolution de +10,31 % par rapport à 2008 (Aude : +3,25 %, France hors Mayotte : +2,49 %).
| 1793 | 1800 | 1806 | 1821 | 1831 | 1836 | 1841 | 1846 | 1851 |
| ---- | ---- | ---- | ---- | ---- | ---- | ---- | ---- | ---- |
| 593  | 605  | 623  | 671  | 655  | 679  | 679  | 658  | 706  |

| 1856 | 1861 | 1866 | 1872 | 1876 | 1881 | 1886 | 1891 | 1896 |
| ---- | ---- | ---- | ---- | ---- | ---- | ---- | ---- | ---- |
| 653  | 533  | 498  | 531  | 524  | 524  | 536  | 525  | 519  |

| 1901 | 1906 | 1911 | 1921 | 1926 | 1931 | 1936 | 1946 | 1954 |
| ---- | ---- | ---- | ---- | ---- | ---- | ---- | ---- | ---- |
| 475  | 466  | 444  | 366  | 365  | 340  | 330  | 283  | 228  |

| 1962 | 1968 | 1975 | 1982 | 1990 | 1999 | 2006 | 2011 | 2013 |
| ---- | ---- | ---- | ---- | ---- | ---- | ---- | ---- | ---- |
| 213  | 205  | 200  | 204  | 213  | 203  | 199  | 207  | 214  |

## Lieux et monuments
- Église Saint-Julien-et-Sainte-Basilisse

## Personnalités liées à la commune
Pierre Ameil de Brenac, de l'Ordre des récollets de saint Augustin (OErSA), mort en 1401, confesseur du pape Grégoire XI, maître des cérémonies sous Urbain VI et Boniface IX (obédience de Rome), en 1400 patriarche titulaire d'Alexandrie, puis 19.06.1400-04.05.1401 administrateur de Dax. Il n'est pas certain s'il s'agit du même Pierre Ameil qui fut patriarche de Grado le 12.11.1387 

## Héraldique
| Brenac | Son blasonnement est : Écartelé : au 1er et au 4e d'azur à la fleur de lys d'or, au 2e et au 3e de gueules à la barre d'or. |

Blasonnement de la commune tel que décrit en 1696 par Charles d'Hozier : Taillé, emmanché d’argent et de gueules.
Blasonnement du hameau de Prax : De sinople à un orle d'argent.